# 더 지니어스: 룰 브레이커
《더 지니어스: 룰 브레이커》는 2013년 12월 7일부터 2014년 2월 22일까지 방송된 tvN의 오락 프로그램이다. 더 지니어스: 게임의 법칙의 후속편이며, 공식 제목은 1차 티저를 통해 《더 지니어스: 룰 브레이커》로 확정되었다.

## 출연자
더 지니어스 2에 나오는 출연자들은 다음과 같다.
- 남휘종 (학원강사)
- 노홍철 (방송인)
- 유정현 (前 국회의원, 방송인)
- 은지원 (가수)
- 이다혜 (바둑 프로기사)
- 이두희 (프로그래머)
- 이상민 (가수, 음반 제작자)
- 이은결 (일루셔니스트)
- 임요환 (前 프로게이머, 프로 겜블러)
- 임윤선 (변호사)
- 재경 (가수)
- 조유영 (스포츠 아나운서)
- 홍진호 (前 프로게이머)

## 규칙
13명의 지니어스 등장, 12회전을 통해 최종 1인의 승자가 탄생한다. 매 회마다 우승자를 가리는 메인매치와 탈락자를 가리는 데스매치로 진행되며 데스매치를 통해 매 라운드마다 1명이 탈락한다.
가넷
- 가넷은 게임 안에서 사용되는 화폐로 참가비, 우승상금 등으로 플레이어들에게 지급된다.
- 가넷은 1개당 100만원의 가치로 환산된다.
- 가넷은 게임 내에서 베팅을 하거나 참가자간의 협상, 거래에 사용될 수 있다.
- 12라운드까지 살아남은 최후의 1인은 가넷을 현금으로 바꿔 상금을 가져가게 된다.

불멸의 징표
- 자신이 데스매치에 진출할 위기상황에서 데스매치를 피해갈 수 있는 스페셜 면제권. (메인매치 최하위자가 되어 데스매치를 진출하는 경우 & 데스매치 대상자로 지목됐을 때 사용 가능)
- 불멸의 징표는 나무로 된 진짜 불멸의 징표가 있고 붉은색인 가짜 불멸의 징표가 있다.
- 불멸의 징표를 사용한 플레이어는 자신을 대신해 데스매치에 나갈 상대를 지목한다.
- 불멸의 징표는 게임이 진행되는 저택 안에 숨겨져 있으며, 매회 우승자(들)에게 불멸의 징표를 찾을 수 있는 단서가 주어진다.
- 불멸의 징표는 단 한 개이며, 누군가가 사용하기 전까지는 사라지지 않는다.
- 불멸의 징표는 양도 가능하다.

## 에피소드 목록
- 탈락자와 데스매치 상대 중 이름 뒤에 *표가 붙은 참가자가 메인게임 탈락후보

| 회차 | 방송일           | 우승자                                 | 탈락자   | 데스매치 상대 | 비고 |
| ---- | ---------------- | -------------------------------------- | -------- | ------------- | --- |
| 1    | 2013년 12월 7일  | 유정현, 은지원, 이다혜, 이상민, 홍진호 | 남휘종 * | 임윤선        | - 메인매치 먹이사슬에서 각자의 승리조건을 만족한 5명 공동우승 |
| 2    | 2013년 12월 14일 | 홍진호                                 | 재경     | 노홍철 *      | - 스트레이트를 완성하여 스트레이트의 중심인 홍진호가 우승 - 스트레이트의 구성원인 유정현, 조유영, 이은결, 이다혜 생명의 징표 획득 |
| 3    | 2013년 12월 21일 | 이두희, 이상민, 홍진호                 | 이다혜 * | 조유영 *      | - 승점 4점을 획득한 이두희, 이상민, 홍진호 공동우승 |
| 4    | 2013년 12월 28일 | 노홍철, 유정현, 이두희, 조유영, 홍진호 | 이은결   | 은지원 *      | - 암전게임 우승팀인 5명이 공동우승 |
| 5    | 2014년 1월 4일   | 이상민                                 | 임윤선 * | 임요환        | - 최종 칩수가 0개일 시 보너스 50점을 획득하는 개인법안을 갖고 있던 이상민이 우승 |
| 6    | 2014년 1월 11일  | 이상민                                 | 이두희 * | 조유영        | - 폭탄 5개를 독점한 이상민이 우승 - 이상민이 게임 도중 불멸의 징표를 획득 - 조유영과 은지원이 이두희의 신분증을 훔쳐 이두희가 게임에 참여하지 못한 장면에 대한 논란 발생 |
| 7    | 2014년 1월 18일  | 이상민                                 | 홍진호   | 은지원 *      | - 주사위를 조합하여 5와 6만 나오는 주사위를 만든 이상민이 우승 |
| 8    | 2014년 1월 25일  | 이상민, 조유영                         | 노홍철   | 유정현 *      | - 최종 점수를 각각 -2로 만든 이상민과 조유영이 공동우승 |
| 9    | 2014년 2월 1일   | 은지원, 이상민                         | 조유영 * | 유정현        | - 게스트로 더 지니어스: 게임의 법칙 출연자 김경란, 성규, 이준석, 차유람, 최창엽, 최정문 출연 - 메인매치 정리해고에서 각자의 승리조건을 만족한 2명 공동우승 |
| 10   | 2014년 2월 8일   | 이상민                                 | 은지원   | 유정현 *      | - 특별게스트로 슈퍼주니어의 규현, 성민, 신동, 은혁 출연 - 플레이어가 단독우승시 그의 파트너 특별게스트에게 500만원의 상금 지급 - 이상민이 파트너 성민과 합한 점수인 181점을 획득하여 단독우승 - 최하위 임요환이 유정현을 데스매치 상대로 지목 - 이상민이 불멸의 징표를 임요환에게 양도하여, 임요환 대신 은지원이 대신 데스매치 진출 |
| 11   | 2014년 2월 15일  | 이상민                                 | 유정현 * | 임요환 *      | - 게스트로 탈락한 출연자 이다혜, 이두희, 홍진호 출연 - 지니어스(생존자) 연합과 리벤저(탈락자) 연합의 메인 매치로 리벤저(탈락자) 연합이 승리하여 탈락자 10명에 각각 200만원의 상금 지급 - 이상민이 승점 11점을 획득하여 단독 우승 |
| 12   | 2014년 2월 22일  | 이상민                                 | 임요환   | 임요환        | - 게스트로 최종 2인을 제외한 모든 출연자가 출연 (김재경 불참) - 3전 2선승 게임에서 1게임(인디언홀덤) 임요환 승, 2게임(진실탐지기)에서 이상민 승, 3게임(콰트로)에서 이상민 승으로 2:1 이상민 최종 우승 - 이상민은 최종 우승으로 가넷 62개를 모아 상금 6200만원을 수령                                                                |

## 회차별 우승자 및 탈락자
| 플레이어명 | 방송일                  | 방송일                   | 방송일                   | 방송일                   | 방송일                 | 방송일                  | 방송일                  | 방송일                  | 방송일                 | 방송일                  | 방송일                   | 방송일                   | 우승 횟수 |
| 플레이어명 | 2013년 12월 7일 (1회차) | 2013년 12월 14일 (2회차) | 2013년 12월 21일 (3회차) | 2013년 12월 28일 (4회차) | 2014년 1월 4일 (5회차) | 2014년 1월 11일 (6회차) | 2014년 1월 18일 (7회차) | 2014년 1월 25일 (8회차) | 2014년 2월 1일 (9회차) | 2014년 2월 8일 (10회차) | 2014년 2월 15일 (11회차) | 2014년 2월 22일 (12회차) | 우승 횟수 |
| ---------- | ----------------------- | ------------------------ | ------------------------ | ------------------------ | ---------------------- | ----------------------- | ----------------------- | ----------------------- | ---------------------- | ----------------------- | ------------------------ | ------------------------ | --------- |
| 이상민     | 우승                    |                          | 우승                     |                          | 우승                   | 우승                    | 우승                    | 우승                    | 우승                   | 우승                    | 우승                     | 우승                     | 10        |
| 임요환     |                         |                          | 면제                     |                          | 생존                   |                         |                         |                         |                        | 면제 *                  | 생존 *                   | 준우승                   | 0         |
| 유정현     | 우승                    | 면제                     | 면제                     | 우승                     |                        |                         | 면제                    | 생존 *                  | 생존                   | 생존 *                  | 탈락 *                   |                          | 2         |
| 은지원     | 우승                    |                          | 면제                     | 생존 *                   |                        | 면제                    | 생존 *                  |                         | 우승                   | 탈락                    |                          |                          | 2         |
| 조유영     |                         | 면제                     | 생존 *                   | 우승                     | 면제                   | 생존                    |                         | 우승                    | 탈락 *                 |                         |                          |                          | 2         |
| 노홍철     |                         | 생존 *                   | 면제                     | 우승                     |                        |                         |                         | 탈락                    |                        |                         |                          |                          | 1         |
| 홍진호     | 우승                    | 우승                     | 우승                     | 우승                     |                        |                         | 탈락                    |                         |                        |                         |                          |                          | 4         |
| 이두희     |                         |                          | 우승                     | 우승                     |                        | 탈락 *                  |                         |                         |                        |                         |                          |                          | 2         |
| 임윤선     | 생존                    |                          | 면제                     |                          | 탈락 *                 |                         |                         |                         |                        |                         |                          |                          | 0         |
| 이은결     |                         | 면제                     | 면제                     | 탈락                     |                        |                         |                         |                         |                        |                         |                          |                          | 0         |
| 이다혜     | 우승                    | 면제                     | 탈락 *                   |                          |                        |                         |                         |                         |                        |                         |                          |                          | 1         |
| 재경       |                         | 탈락                     |                          |                          |                        |                         |                         |                         |                        |                         |                          |                          | 0         |
| 남휘종     | 탈락 *                  |                          |                          |                          |                        |                         |                         |                         |                        |                         |                          |                          | 0         |

## 논란

### 표절 논란
전작인 《더 지니어스: 게임의 법칙》과 마찬가지로 《더 지니어스: 룰 브레이커》 역시 '방송 컨셉' 부분에 대해서 일본 드라마 《라이어 게임》의 표절 논란을 받고 있다.

### 도용 행위 논란
6회 방영분에서 은지원과 조유영이 이두희의 신분증을 훔치는 등의 행위가 논란이 되었다. 이런 일로 인하여 시청자들은 폐지 서명까지 진행하고 있다. 시즌 1에서 제작진은 "물론 폭력이나 절도는 허용하지 않습니다"라고 밝힌 바 있어 반칙 처리해야 할 것을 반칙 처리하지 않았다는 논란이 되었다. 시청자들은 절도가 반칙이라는 입장, 제작진은 절도가 반칙이 아니라는 입장을 보였다. 시청자들은 은지원, 조유영 측에게 이두희에게 사과를 요구했으나 은지원, 조유영 측에서는 아무런 태도를 취하지 않고 무시하였다. '더 지니어스2' 가 종영된 후 은지원과 조유영은 트위터에 글을 올려서 이두희의 신분증을 훔치는 행위에 대해서 사죄하였다고 한다. 이 소식을 들은 이두희는
은지원과 조유영이 각 트위터에 올린 사죄문을 보고 모두 용서하고 마무리가 되었다.

## 시청률
| 방영 회차 | 방송일           | 시청률 | 순위            |
| 1화       | 2013년 12월 7일  | 1.36%  | 케이블 예능 4위 |
| 2화       | 2013년 12월 14일 | 1.73%  | 케이블 예능 2위 |
| 3화       | 2013년 12월 21일 | 1.04%  | 케이블 예능 4위 |
| 4화       | 2013년 12월 28일 | 1.36%  | 케이블 예능 3위 |
| 5화       | 2014년 1월 4일   | 1.11%  | 케이블 예능 6위 |
| 6화       | 2014년 1월 11일  | 1.34%  | 케이블 예능 2위 |
| 7화       | 2014년 1월 18일  | 1.61%  | 케이블 예능 2위 |
| 8화       | 2014년 1월 25일  | 1.14%  | 케이블 예능 2위 |
| 9화       | 2014년 2월 1일   | 1.13%  | 케이블 예능 2위 |
| 10화      | 2014년 2월 8일   | 1.12%  | 케이블 예능 2위 |
| 11화      | 2014년 2월 15일  | 1.23%  | 케이블 예능 2위 |
| 12화      | 2014년 2월 22일  | 1.44%  | 케이블 예능 1위 |

## 더 지니어스: 룰 브레이커 - 비하인드
《더 지니어스: 룰 브레이커 - 비하인드》는 OGN에서 방송된 사이드 프로그램이다.

## 같이 보기
- 더 지니어스: 게임의 법칙 (시즌 1)
- 더 지니어스: 블랙가넷 (시즌 3)
- 더 지니어스: 그랜드 파이널 (시즌 4)